# Gârbou (gmina)
Gârbou – gmina w Rumunii, w okręgu Sălaj. Obejmuje miejscowości Bezded, Călacea, Cernuc, Fabrica, Gârbou, Popteleac i Solomon. W 2011 roku liczyła 2044 mieszkańców.